# نيكولاي فومين
نيكولاي ماكسيموفيتش فومين (بالروسية: Николай Максимович Фомин)‏ (بالأوكرانية: Микола Максимович Фомін)‏ (مواليد عام 1937 في نوفويكونوميتشن، دونيتسك أوبلاست، أوكرانيا الاشتراكية السوفياتية) هو مهندس أوكراني. كان كبير المهندسين في محطة تشيرنوبيل للطاقة النووية من عام 1981 حتى وقوع كارثة تشيرنوبيل في عام 1986.

## مسيرته
كان نيكولاي فومين عضوًا في الحزب الشيوعي السوفيتي، لكن تم طرده بعد كارثة تشيرنوبيل. بدأ حياته المهنية في محطة زاباروجيا للطاقة النووية. في عام 1972 بدأ العمل في محطة تشيرنوبيل. بصفته كبير المهندسين، وافق على اختبار سلامة التوربينات الذي أدى إلى انفجار المفاعل. ومع ذلك، كان نائب كبير المهندسين أناتولي دياتلوف هو الشخص الرئيسي المسؤول عن الاختبار.
علم فومين بالحادث في حوالي الساعة 4 صباحًا يوم 26 أبريل 1986، وشارك لاحقًا في تنظيف التداعيات. تم القبض عليه بعد ذلك مع مدير المصنع فيكتور بريوخانوف. كان لا بد من تأجيل بدء المحاكمة -التي كان من المقرر إجراؤها في 24 مارس 1987 - عدة مرات بسبب محاولة فومين الانتحار. في النهاية، حكم عليه هو وبريوخانوف بالسجن لمدة 10 سنوات.
أثناء وجوده في السجن، تلقّى فومين العلاج النفسي عدة مرات. لأسباب صحية، أطلق سراحه مبكرا من السجن ونُقل إلى مستشفى للأمراض النفسية.  بعد خروجه من المستشفى، عمل في محطة كالينين للطاقة النووية. منذ تقاعده في منتصف عام 2000، يعيش مع زوجته وأولاده وأحفاده في أودومليا. 
في حين أن التحقيق السوفييتي الأولي ألقى اللوم كله تقريبًا على المشغلين والإدارة، وجدت النتائج التي توصلت إليها الوكالة الدولية للطاقة الذرية لاحقًا أن تصميم المفاعل وكيفية إبلاغ المشغلين بمعلومات السلامة كان أكثر أهمية. ومع ذلك، فقد وجد أن المشغلين قد انحرفوا عن الإجراءات التشغيلية، وقاموا بتغيير بروتوكولات الاختبار أثناء الطيران، بالإضافة إلى قيامهم بأعمال «غير حكيمة»، مما يجعل العوامل البشرية عاملاً مساهماً رئيسياً.

## وسائل الإعلام
- في المسلسل القصير تشيرنوبيل، لعب أدريان رولينز دور نيكولاي فومين.